# Сабо, Арпад
Арпад Сабо (рум. Arpad Szabo; род. 4 октября 1957, Регин, Муреш) — румынский дзюдоист, серебряный (1978, 1981) и бронзовый (1977) призёр чемпионатов Европы, участник летних Олимпийских игр 1980 года в Москве. Выступал в суперлёгкой весовой категории (до 60 кг).
На Олимпиаде румын в первой же схватке уступил представителю ГДР Райнхарду Арндту и выбыл из борьбы за медали, заняв итоговое 19-е место.